# Alfonso de Portugal (1509-1540)
Alfonso de Portugal (Évora, 23 de abril de 1509-Lisboa, 21 de abril de 1540), infante y clérigo de Portugal, fue hijo de Manuel I de Portugal y de María de Aragón.  Llegó a ser cardenal-arzobispo de Lisboa. Por ser el cuarto hijo varón (después de los infantes Juan —futuro Juan III—, Luis y Fernando) fue destinado por su padre a la vida religiosa, y acumuló numerosos beneficios eclesiásticos aun sin tener la edad canónica exigida para ejercer esas dignidades. Fue sucesivamente obispo de Guarda, cardenal, obispo de Viseu, obispo de Évora y finalmente arzobispo de Lisboa.

## Infancia
Educado en la corte portuguesa, estudió humanidades, griego y latín dirigido por dos maestros Aires de Figueiredo Barbosa y André de Resende.
Con apenas tres años de edad, en 1512, su padre Manuel I intentó hacerlo cardenal; el papa Julio II se negó a su pretensión, por no ser conforme a las leyes canónicas, según las cuales no se podía ser creado cardenal con menos de 30 años de edad. Consiguió, en tanto, que el papa designase al joven infante como protonotario apostólico en el reino de Portugal.
Manuel consiguió también elevarlo a obispo de Guarda, con apenas siete años de edad, el 9 de septiembre de 1516; obtuvo dispensa papal para el ejercicio del cargo por no tener aún la edad canónica para la prelatura. Aunque no desempeñase cualquier acción pastoral, recibía las rentas del obispado.

## Cardenal
Tras la embajada liderada por Tristão da Cunha que Manuel I envió al papa León X en 1514, y que dejó muy impresionada a la Curia Romana, el rey portugués volvió a proponer a su hijo para el cardenalato. El papa accedió por fin a la petición del monarca portugués y creó cardenal a Alfonso el 1 de julio de 1517, en el quinto consistorio de su pontificado (en el cual fueron creados 31 cardenales, cifra solamente superada en el consistorio convocado por el papa Pío XII el 18 de febrero de 1946, donde fueron creados 32), con el título de cardenal-diácono de Santa Lúcia in septisolio. El título fue concedido con la condición de no entregar el capelo cardenalicio al joven infante hasta los dieciocho años de edad; no obstante en Portugal fue siempre tratado y reverenciado como cardenal, antes de que título le hubiera sido oficializado.
Entretanto Alfonso fue designado por el monarca como abad de Alcobaza, y abad comendatario del Monasterio de Santa Cruz de Coímbra y del Convento de San Juan de Tarouca.

## Arzobispo
El 23 de febrero de 1519 renunció a la sede de Guarda y el mismo día fue transferido a la diócesis de Viseu, de nuevo con dispensa por no tener aún la edad canónica. El 20 de febrero de 1523, con apenas catorce años, por muerte del arzobispo Martinho da Costa, fue promovido a arzobispo de Lisboa por el papa Adriano VI gracias a las súplicas de Juan III, su hermano; de igual modo, le fue ofrecido el gobierno del obispado de Évora (en sede vacante desde el año anterior). Una vez más le fue conferida dispensa especial por no disponer aun de la edad canónica para presidir una diócesis.
Designó como su vicario en la archidiócesis lisboeta al deán de la catedral, Fernão Gonçalves, quien condujo los asuntos pastorales durante su minoría de edad. Fijó su residencia habitual en la ciudad que lo viera nacer —Évora— tal como después haría su hermano más joven, también dedicado a la carrera eclesiástica, el cardenal-infante don Enrique.
El 6 de julio de 1525, contando apenas dieciséis años, recibió al fin en Almeirim el capelo cardenalicio, y diez años más tarde —el 6 de julio de 1535— fue consagrado obispo y recibió el palio como arzobispo de Lisboa.
Un mes después, alteró su título de cardenal de Santa Lúcia in septisolio por el de San Juan y San Pablo (13 de agosto de 1535).
El 25 de agosto de 1536, celebró un sínodo de la archidiócesis de Lisboa en el cual tomó dos importantes decisiones: la de instituir en la arquidiócesis un libro de registro de bautismos (medida que más tarde vendría a ser adoptada por el Concilio de Trento), y la de sustituir el rito de la Iglesia de Salisbury (observado por la Iglesia lisboeta desde la reconquista de la ciudad en 1147 y la restauración de su diócesis en la persona del inglés Gilberto de Hastings) por el rito romano. Esta última decisión era respuesta al Acta de Supremacía, por la cual Enrique VIII de Inglaterra desligaba la Iglesia de Inglaterra de la obediencia al papa, y fue autorizada por bula de Paulo III de 9 de diciembre de 1538). 
Falleció en Lisboa dos días antes de completar los treinta y un años. Inicialmente enterrado en la Catedral de Lisboa, fue trasladado posteriormente al Monasterio de los Jerónimos de Belém, donde descansa junto a sus padres y hermanos.